# Mauthner Ödön
Jánoshegyi Mauthner Ödön (Pest, 1848. április 22. – Budapest, Erzsébetváros, 1934. november 25.) magkereskedő, kertész, kertészeti szakíró, a magyar magexport megteremtője, magyar királyi gazdasági főtanácsos.

## Életútja

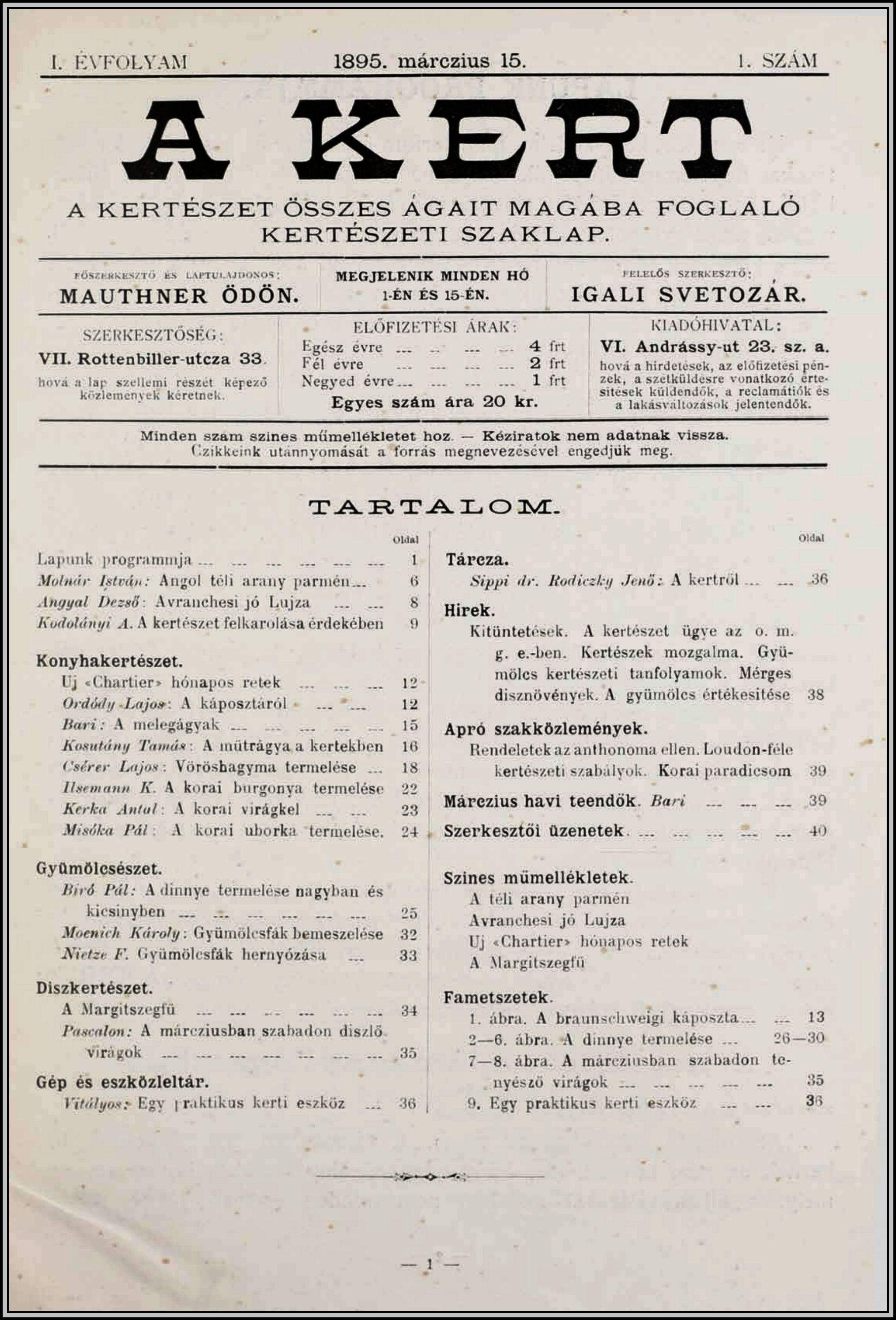
A Kert 1. számának címlapja 1895. március 15

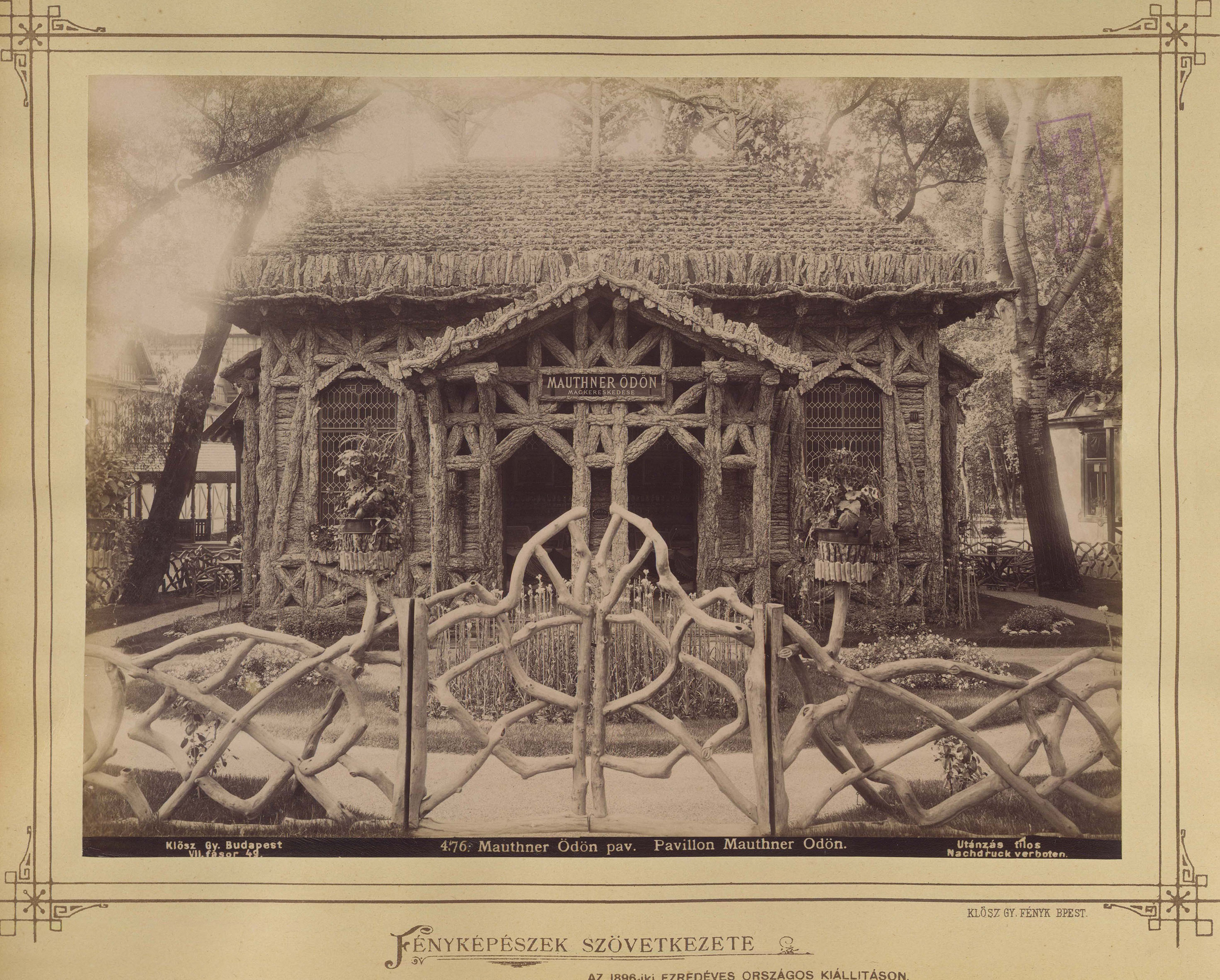
A Mauthner-féle pavilon az 1896. évi millenniumi kiállításon. Klösz fotó

Atyja Mauthner Antal nagykereskedő, anyja Mandel Anna (Mandl Nina) volt. Magyaróváron végezte a gazdasági akadémiát; az 1860-as években József főherceg kisjenői, később az Esterházy hercegi család bujáki, majd Károlyi György gróf mácsai uradalmában mint gazdasági gyakornok működött. Nagybátyja, Máday Izidor tanácsára kezdett foglalkozni a vetőmag termelésének és értékesítésének kérdéseivel. Németországban Friedrich Nobbe (1830–1922) professzornál a tharandti intézetben (Szászország) tanulmányozta a magtermesztés és -tisztítás módszereit. 1874-ben Budapesten alapította ekkor még egy alkalmazottal szerény magkereskedő üzletét az Úri utcában (később Koronaherceg utca, ma Petőfi Sándor utca), így érintkezésbe hozta a magtermelőt a külföldi kereskedővel és hazai gazdáinkat olyan magvakkal is ellátta, melyeket nem termeltek teljes tökéletességükben hazánkban. 1880-ra üzlete egész hálózattá szélesedett: a Szervita téren raktárakat létesített, a vállalati központot a Rottenbiller utca 33. szám alá áthelyezte, ahol korszerű magtisztító, -osztályozó és arankamentesítő gépeket helyezett üzembe. Főidényben 300 embert foglalkoztatott. Az Andrássy úton az Operaházzal szemben fióküzletet nyitott, amelyet később áthelyezett a Kossuth Lajos utca 4. szám alá. Külföldön Kijevben, Bécsben, Szarajevóban, Münchenben és Varsóban hozott létre lerakatokat. Ebben az időben kezdett a magtermesztéssel is foglalkozni. Magtermelő uradalma Ferenchalmon és Derekegyházán, virág- és zöldségmagtermelése pedig Csepelen működött, utóbbi helyen növényi olajgyár is. Vállalkozását 1925-ben részvénytársasággá alakította (Mauthner Magtermelő és Magkereskedelmi Rt.), s ekkor a cég vezetését fiainak, Alfrédnak (aki Weiss Manfréd veje volt, ugyanis Elza lányát nőül vette) és Pálnak adta át. Ettől kezdve az Andrássy úti központ mellett az üzem (magtisztító teleppel, olajütővel és rizshántoló malommal) a WM Acél- és Fémművek csepeli gyártelepére került. Az 1930-as évek végén Pécsett is működött növényi olajgyáruk. A hamisítás ellen a magtasakokat hatóságilag is bejegyzett, két lábon álló medvét ábrázoló védjeggyel és magazonosító számmal látta el. 
Munkássága révén kivívta a „császári és királyi udvari szállító” címet a Monarchiában, de ugyanígy a román, a bolgár uralkodók is udvari szállítói címet adományoztak számára. „Már ekkor 16 országgal állt kapcsolatban, katalógusait hét nyelven adta ki. 1875–1899 között 27 nagy aranyérmet, illetve aranyoklevelet nyert a Mauthner cég budapesti, bécsi, brüsszeli, amszterdami, szentpétervári és kairói kiállításokon.” A Magyar Magkereskedők Országos Egyesületének örökös díszelnöke volt.
1914-ben „jánoshegyi” előnévvel magyar nemességet kapott. Birtokosa volt a Ferenc József rend lovagkeresztjének, az orosz Szent Anna rend lovagkeresztjének és a bolgár Nemzeti Rend tiszti keresztjének.
Felesége Abelesz Malvina (1856–1928) volt, négy gyermekük született, két fiú és két leány. Mauthner Ödön 86 éves koráig élt (túlélte egyik fiát, a cégvezető Alfrédot). Így másik fia, Pál vitte tovább Mauthner Ferenccel (Alfréd fiával) a céget. Mielőtt fiait Erfurtba küldte volna taníttatni, megkereszteltette őket. 1944-ig a cégvezetésben még szerepel Mauthner Pál, utána a céget államosították.
Cikkei a Földmivelési Érdekeinkben (Tharandi magkisérleti állomás, Levél a szerkesztőhöz gyümölcsfatenyésztésünkről – 1874); a Nép Kertészében (Gyümölcsfatenyésztőinkhez – 1874) jelentek meg. Számos cikket írt még a Gazdasági Lapokba, a Kertészeti Lapokba, a Köztelekbe és a Magyar Gazdák Lapjába. 

## Munkái
- Mauthner képes kertészkönyve. 270 fametszettel. Budapest, 1885
- A növények magról való tenyésztése. Budapest, 1891
- Bolgárország mezőgazdasági állapota az első nemzeti bolgár kiállítás alkalmával. Bolgár hivatalos adatok nyomán. Budapest, 1892 (Hérics Mártonnal együtt)
- Mauthner kertészeti Kátéja. Budapest, 1897 (mintegy 150.000 példányban nyomatott)

Szerkesztette és kiadta a Kertészeti Füzeteket 1878 januárjától, mely havonként jelent meg 1880-ig és 1895. március 15-én indította meg A Kert című folyóiratot, amely színes képekkel jelent meg. 1899-től szerkesztette a „Mauthner Utmutatóját,” mely Budapesten jelent meg.

## Képgaléria

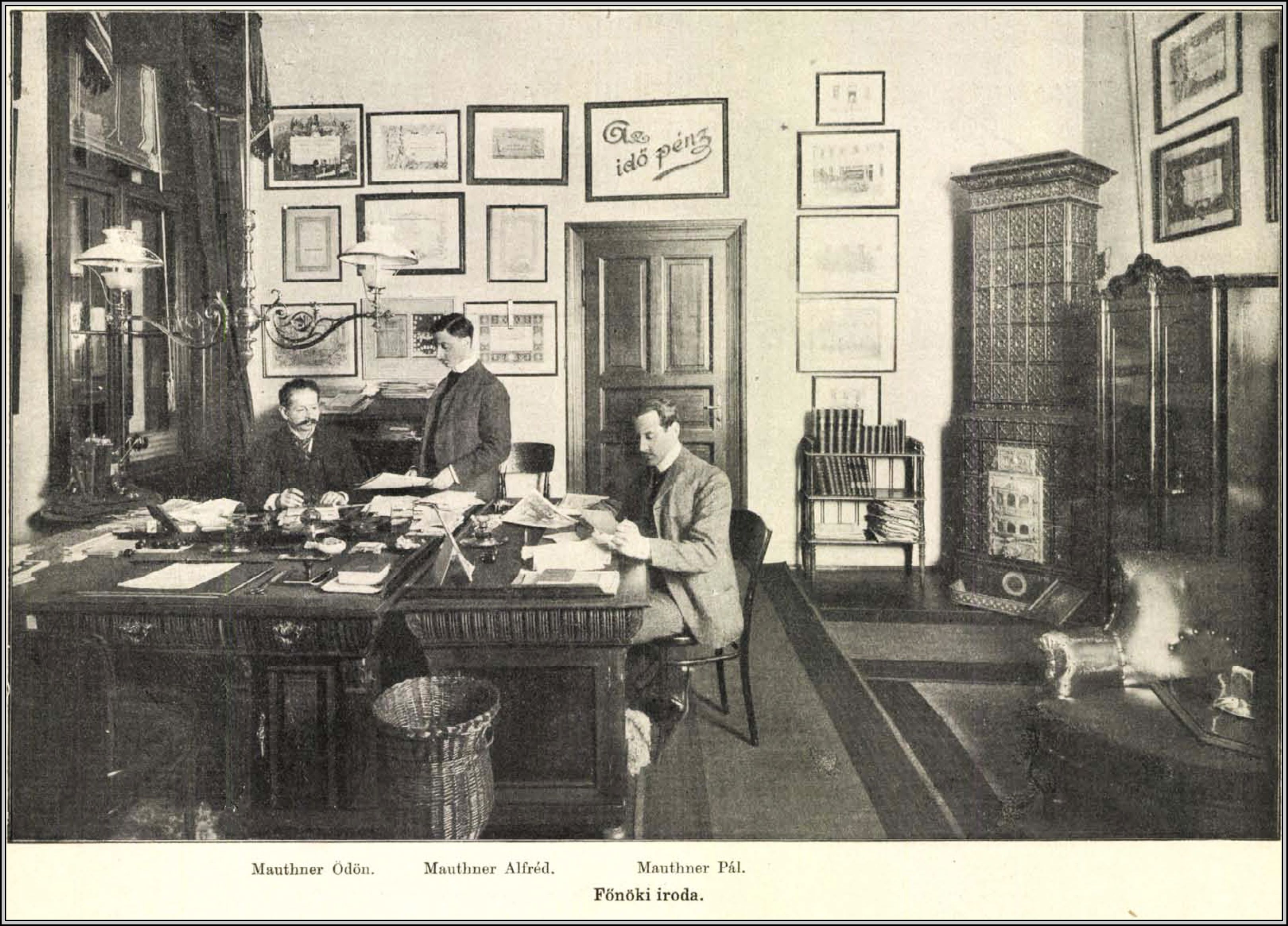
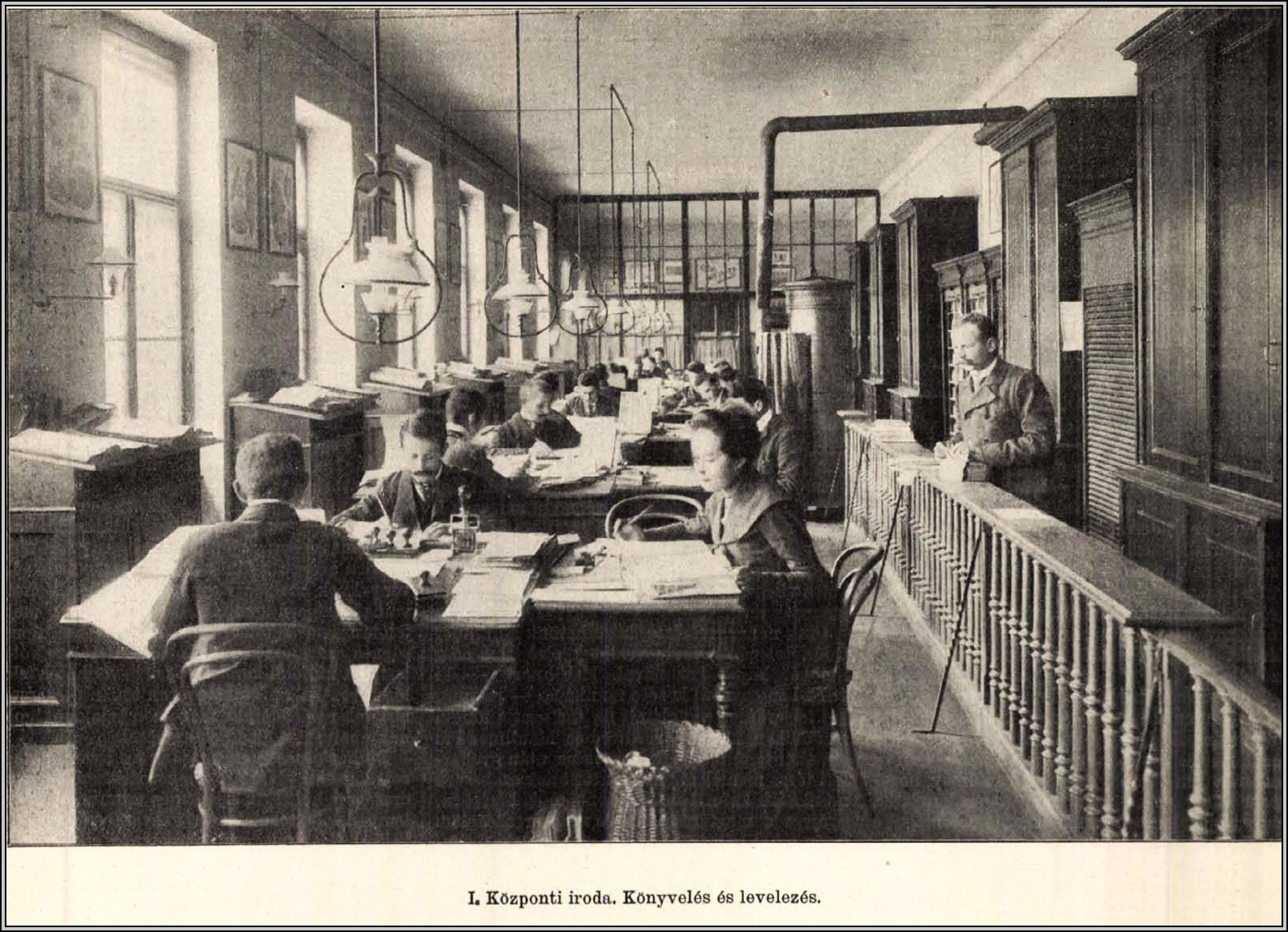
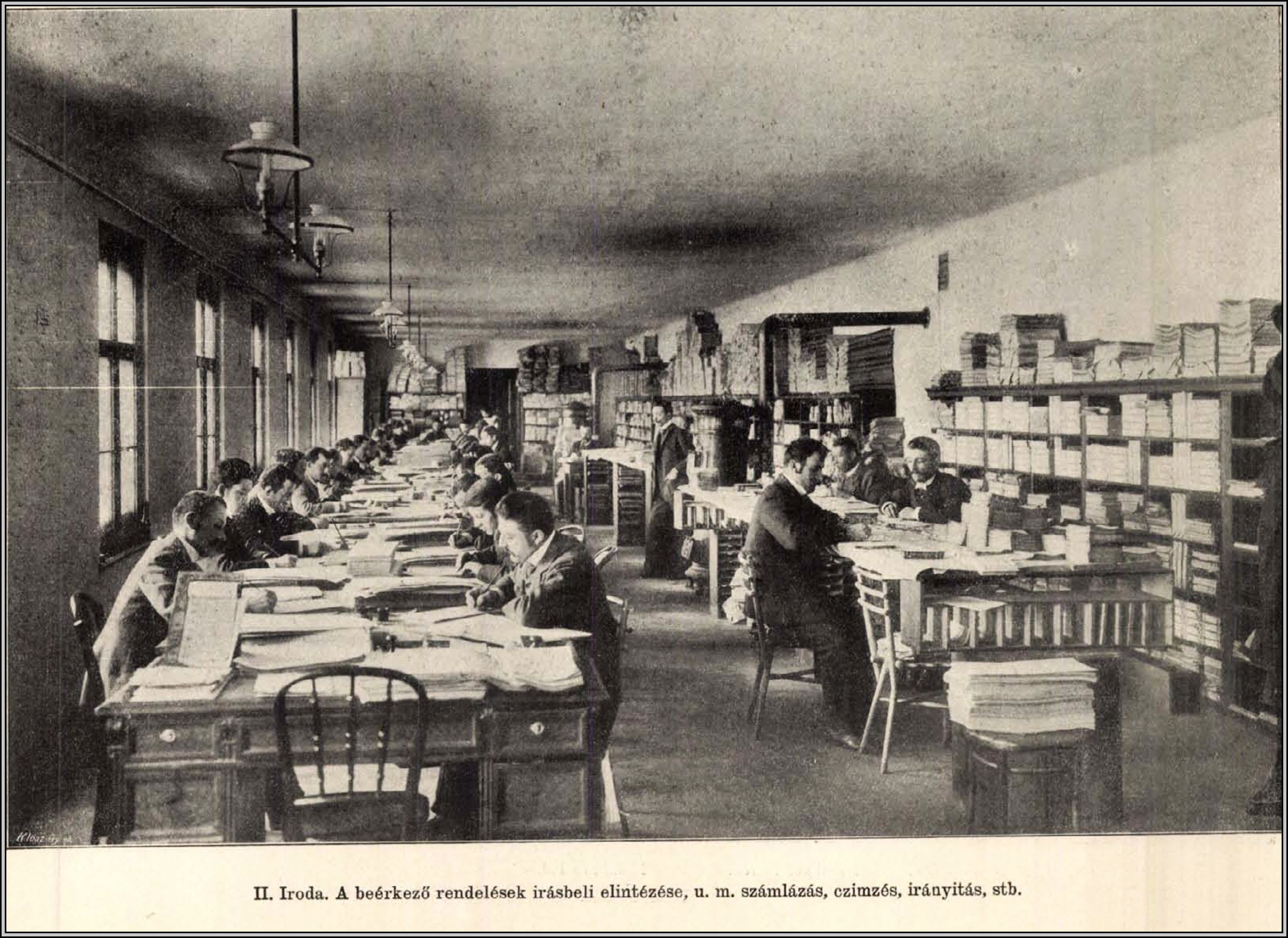
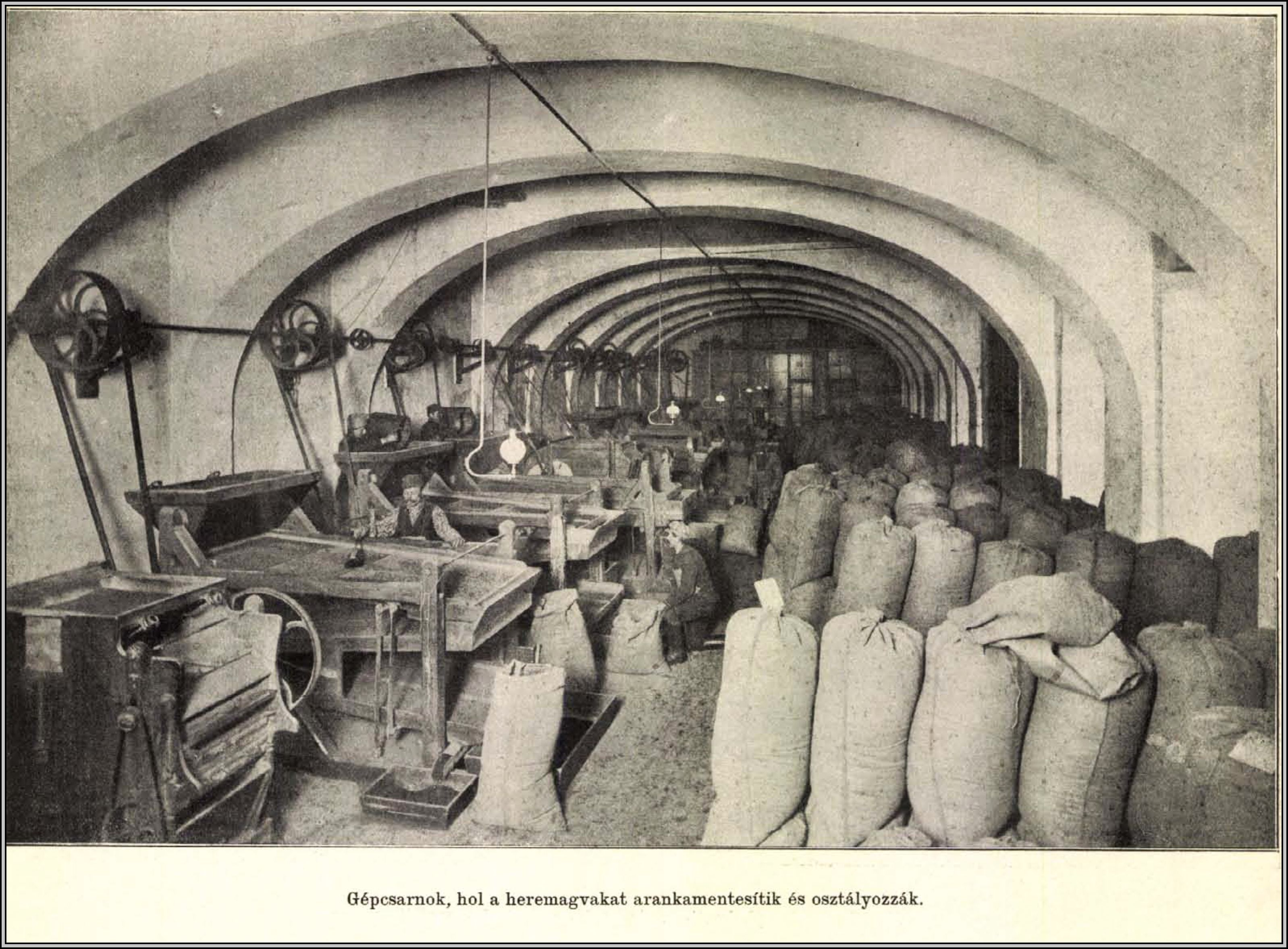
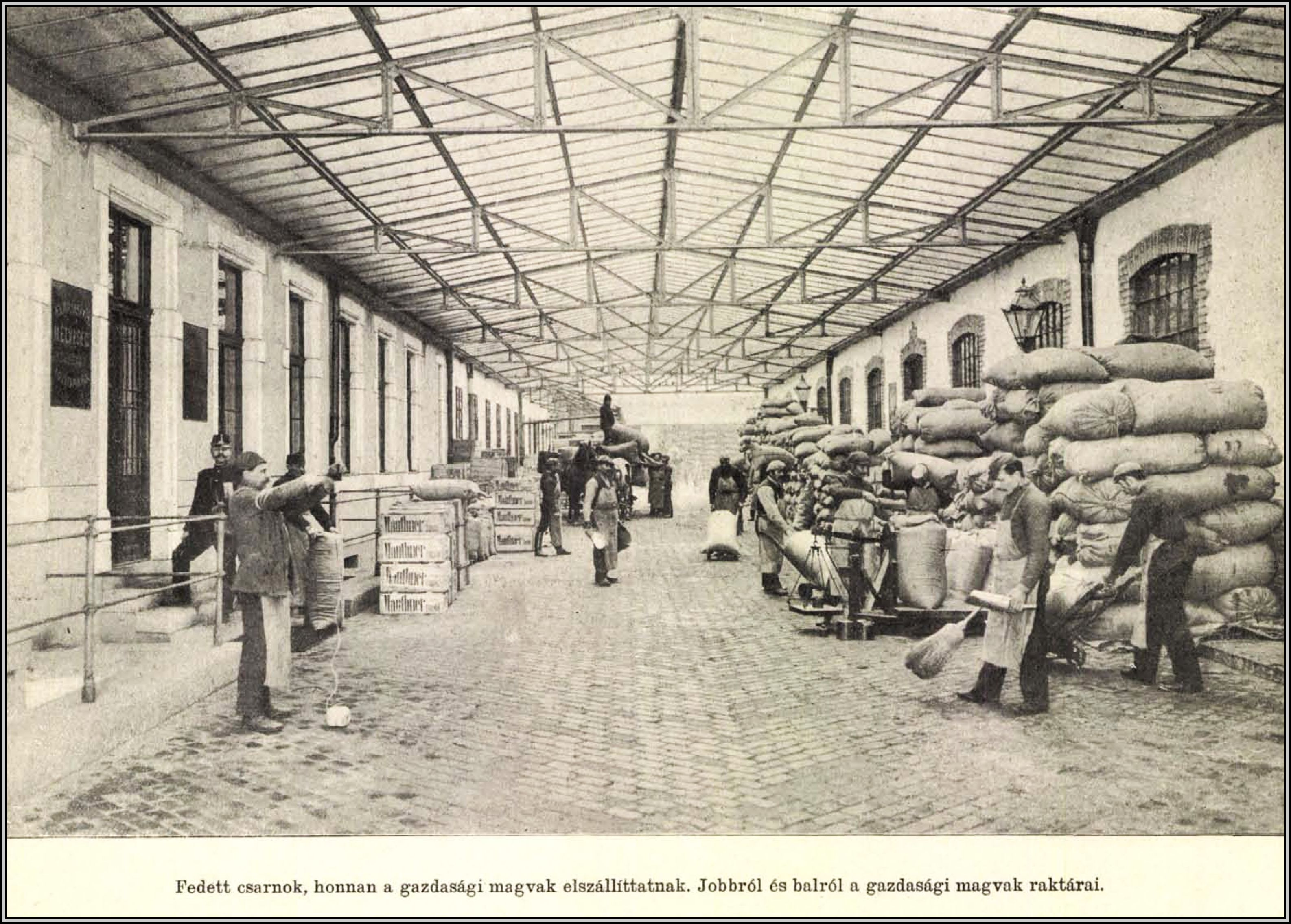
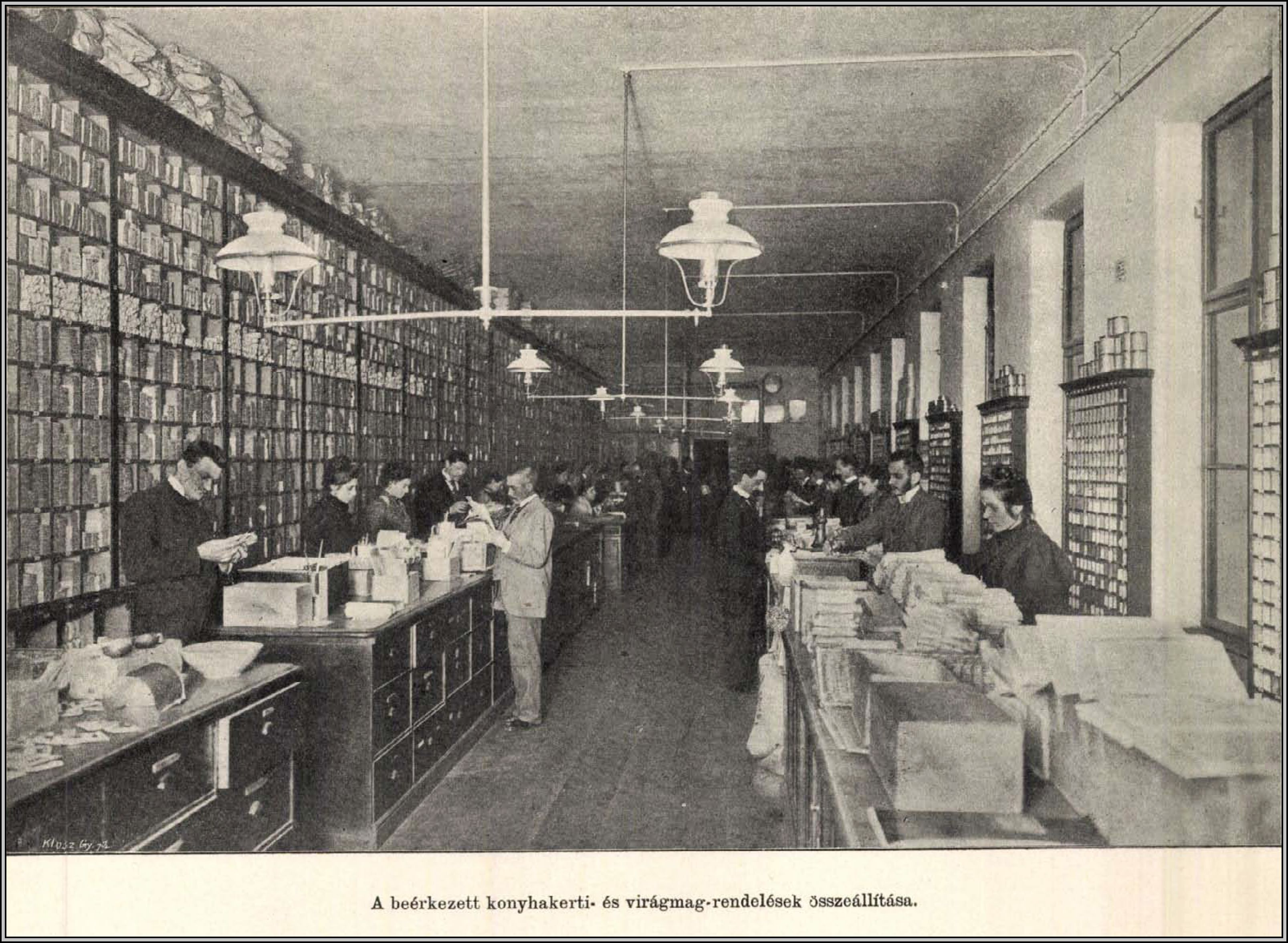
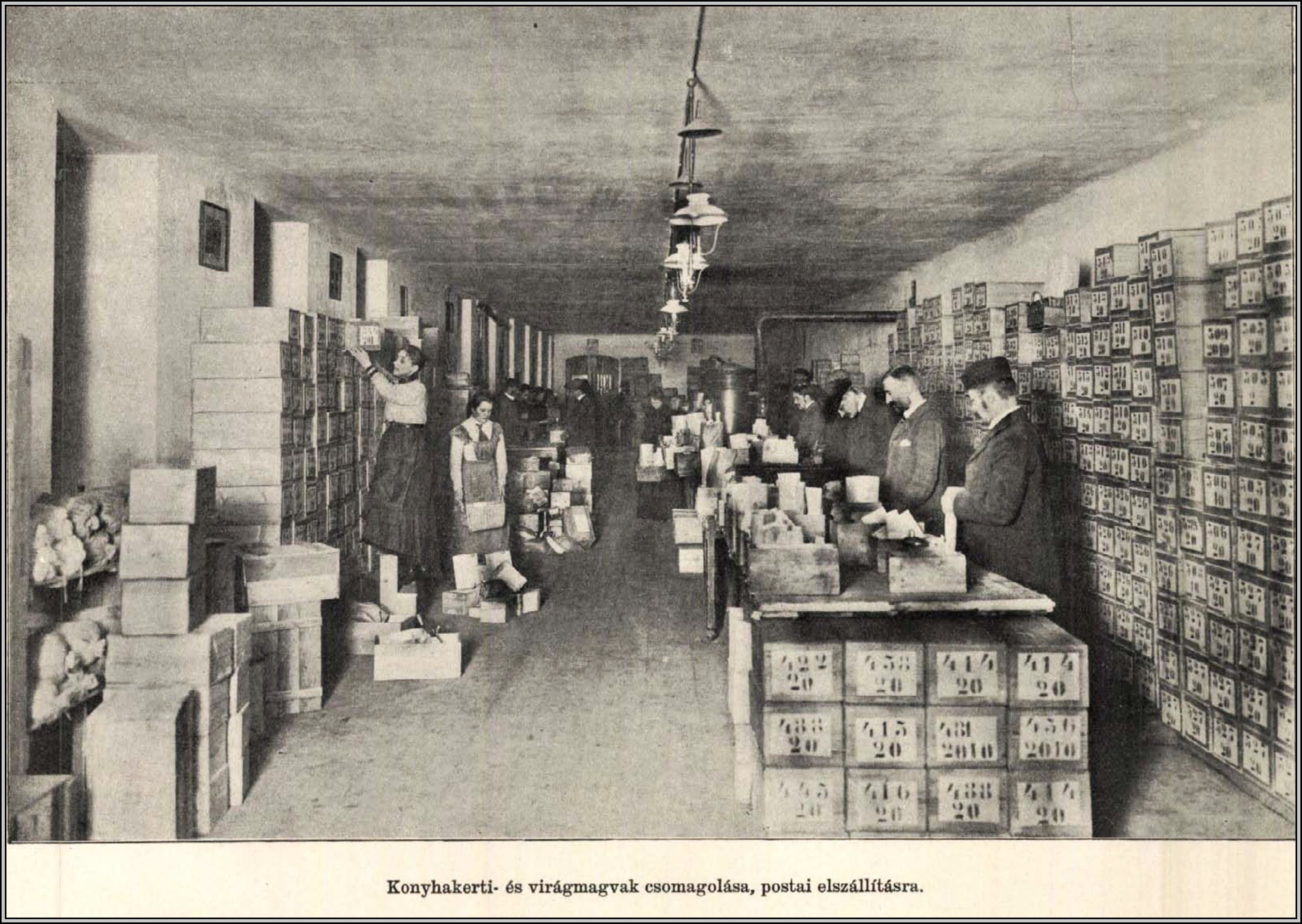
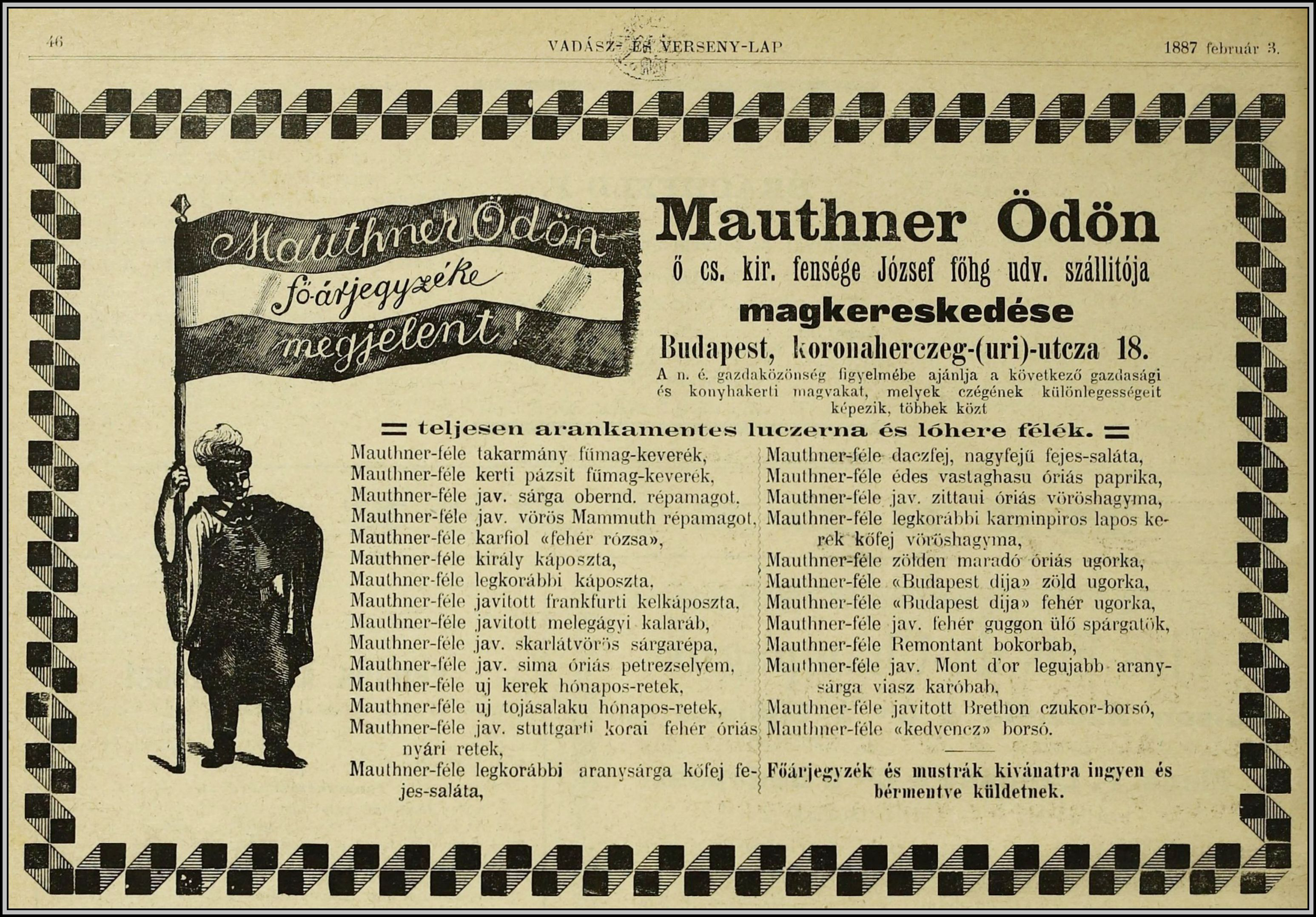
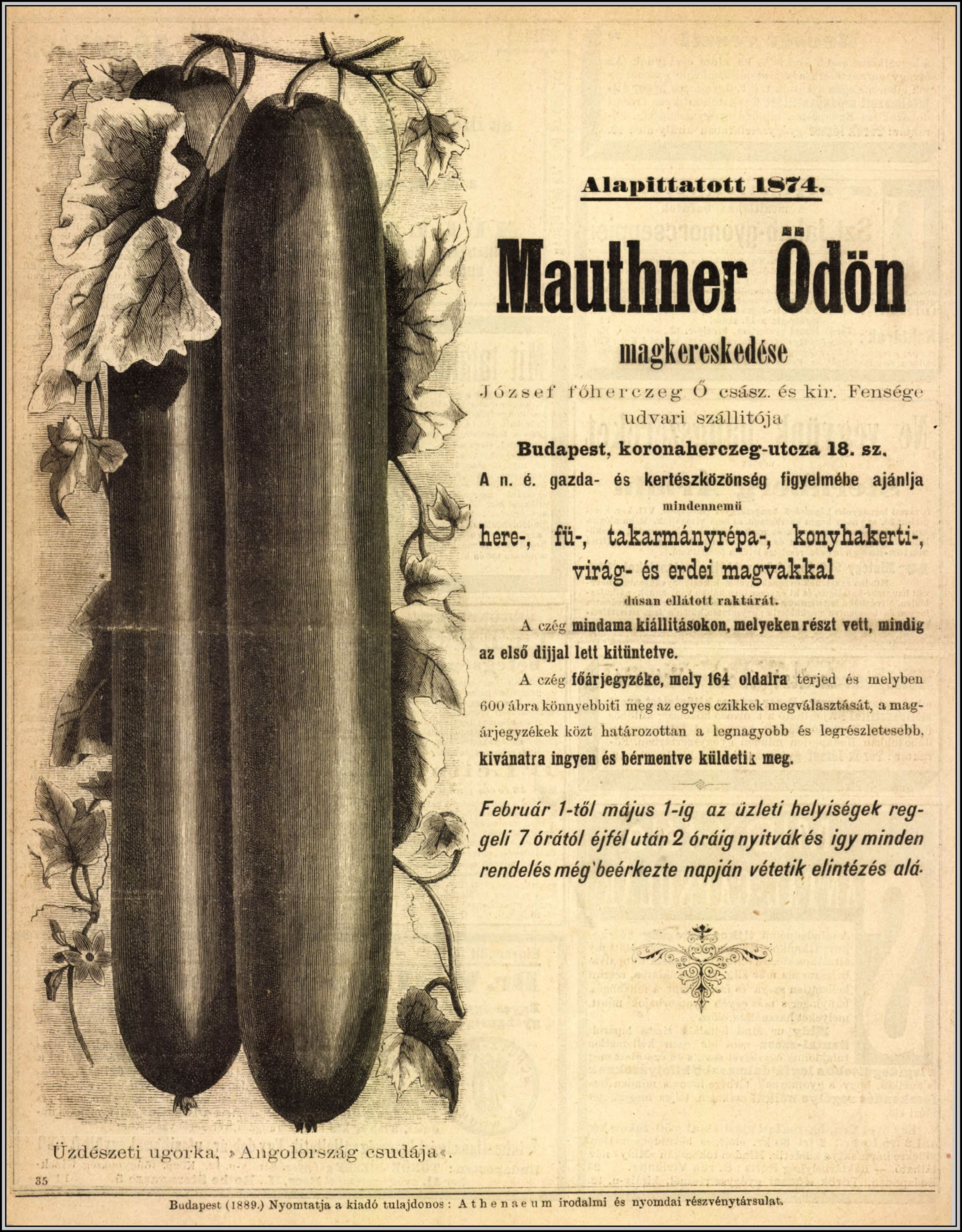
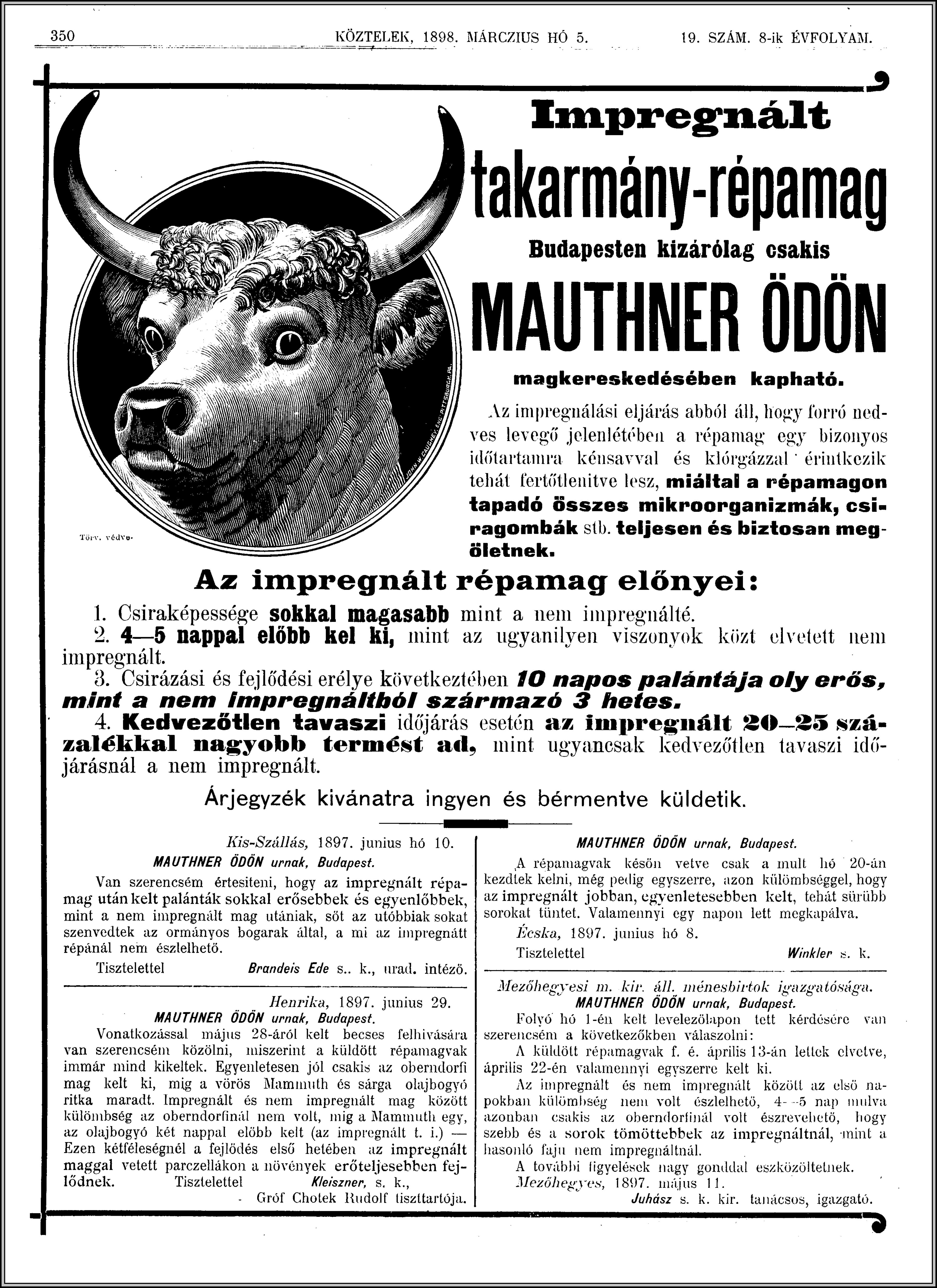